# Roberto Bartini
Roberto Bartini (ili Roberto Oros di Bartini) (14. svibnja 1897., Rijeka – 6. prosinca 1974., Moskva), bio je konstruktor zrakoplova i znanstvenik.  Rođen je 14. svibnja 1897. u Rijeci, (tada Fiume, Austro-Ugarska). Bio je aktivan uglavnom u Sovjetskom Savezu gdje je radi svog plemenitog podrijetla imenovan kao  Crveni Baron  (Barone Rosso).

## Osobni život
Bartini je bio sin neudate 17 godina stare djevojke koja se, nakon što je otac njezinog djeteta odbio priznati očinstvo, utopila. Majčina teta podrijetlom iz osiromašene aristokratske obitelji iz grada Miškolc, (sjevero-istočno od Budimpešte) dodijelila je skrbništvo nad djetetom jednoj seljačkoj obitelji.
Uz odličan obiteljski odgoj, Bartini završava gimnaziju 1915. godine te odlazi u školu pričuvnih časnika u grad Bansku Bystricu (Slovačka). Nakon što je 1916. diplomirao, Bartini je poslan na rusko-austro-ugarski front gdje je u lipnju 1916. bio zarobljen.
U školu letenja upisuje se 1921. godine a već 1922. pristupa talijanskom tehničkom univerzitetu Politecnico di Milano. 
Bartini je postao član talijanske Komunističke partije u 1921. Nakon fašističkog preuzimanja Italije premješten je 1943. kao zrakoplovni inženjer na tajni zadatak u SSSR gdje radi na nekoliko inženjerijskih zapovjednih dužnosti u sovjetskom ratnom zrakoplovstvu. U 1928. godini postaje šef odjela amfibijskih zrakoplovnih eksperimentalnih konstrukcija.
Od 1938. do 1946. godine bio je u zatvoru gdje također nastavlja rad na novim konstrukcijama zrakoplova za tadašnje sovjetske zrakoplovne organizacije. Bartini je rehabilitiran 1956. godine.
Objavio je i radove iz područja zrakoplovnih konstrukcija i tehnologije, aerodinamike, dinamike leta i teorijske fizike [2,3,4].

## Konstruktor zrakoplova
| Ime                       | Opis |
| ------------------------- | --- |
| Stal-6                    | Eksperimentalni lovac - uspostavljen sovjetski brzinski rekord |
| DAR                       | hidroavion od nehrđajućeg čelika velikog doleta ( izviđanje Arktika) |
| Stal-7                    | Dvomotorni avion od nehrđajućeg čelika |
| Er-2 (AKA DB-240)         | vojna inačica od VG Ermolaeva. Prvi let u lipnju 1940. |
| Er-2 2xAM-35              | Travanj 1942. |
| Er-2 2xACh-30B            | oko 300 su izgrađena. 3x1000kg bombe. Najveća brzina 446 km/h. Dolet 5000 km |
| Er-2[neaktivna poveznica] | Nijedan izrađen |
| A-57                      | Revolucionarna "brod bombarder", mlazni leteći brod, strateški bombarder |
| VVA-14-1/M-62             | Avion konstruiran za protupodmorničkih ulogu. (Bartini-Beriev 1972.) |
| AL-40                     | hidroavion s nuklearnim motorom, nijedan izgrađen. (SibNIA, 1960.) |
| R 53.6K                   | All the aerodynamic surfaces were "calculatable" and have up to 4-th derivative function value. 1940s. Sve aerodinamičke površine su "proračunate" i imaju do 4 izvedivih funkcija. (1940.) |

### Zrakoplovstvo
Sergej Koroljov je Bartinia imenovao za svog učitelja. U različitim vremenima i različitim prilikama Bartini je bio povezan s Koroljovom, Sergejom Vladimirovičom Iljušinom, Olegom Antonovom, Vladimirom Myasishchevom, Aleksandrom Sergejevič Jakovljevom i mnogim drugim zrakoplovcima tog vremena. U literaturi o aerodinamici postoji pojam (definicija) "Utjecaj Bartini".

## Vanjske poveznice
- Robert Ljudvigovič Bartini Hrvatska tehnička enciklopedija, portal hrvatske tehničke baštine. LZMK